# Origo Gentis Langobardorum

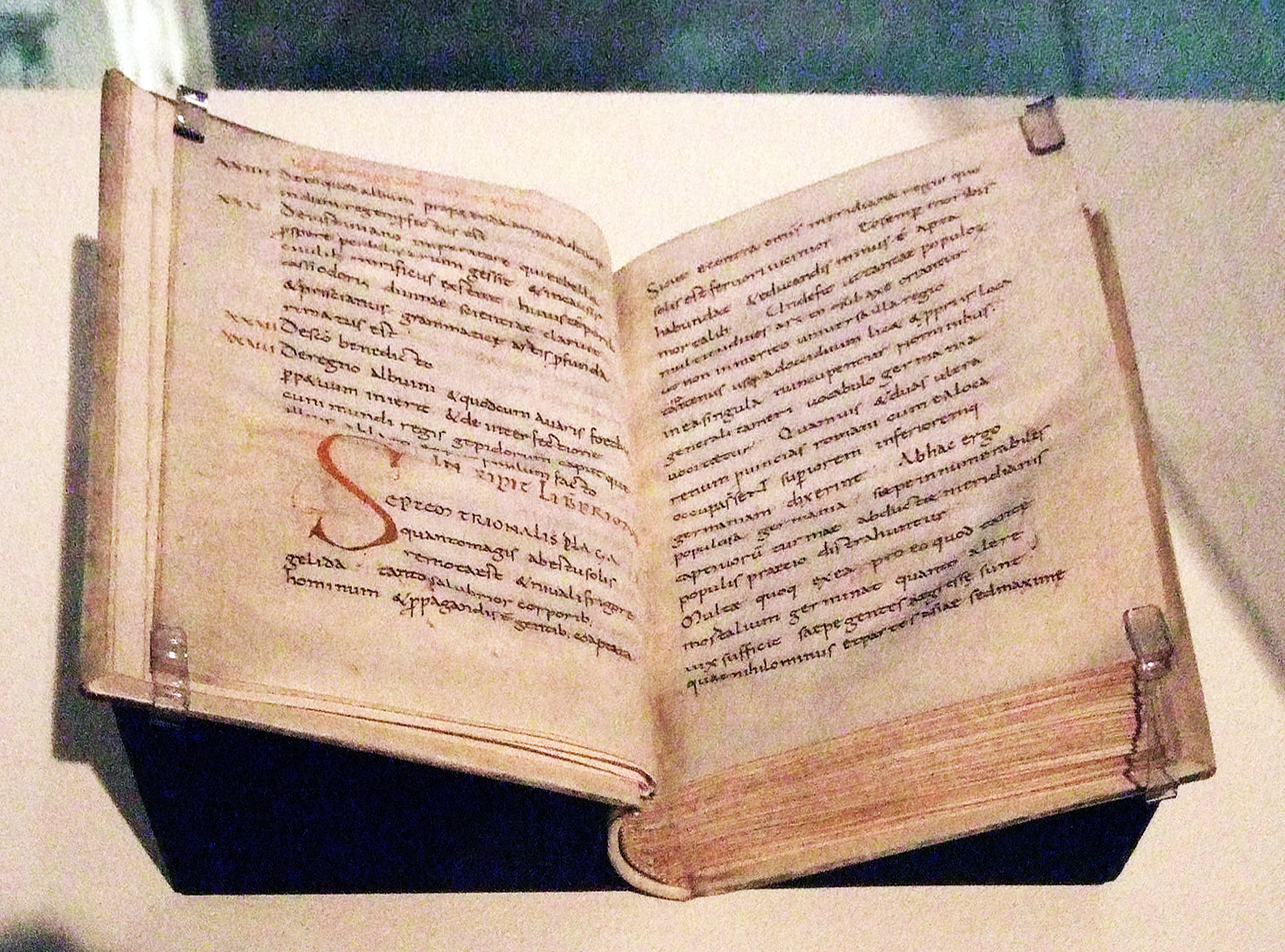
Origo gentis Langobardorum, hier eine Handschrift des 10. Jahrhunderts aus Reims

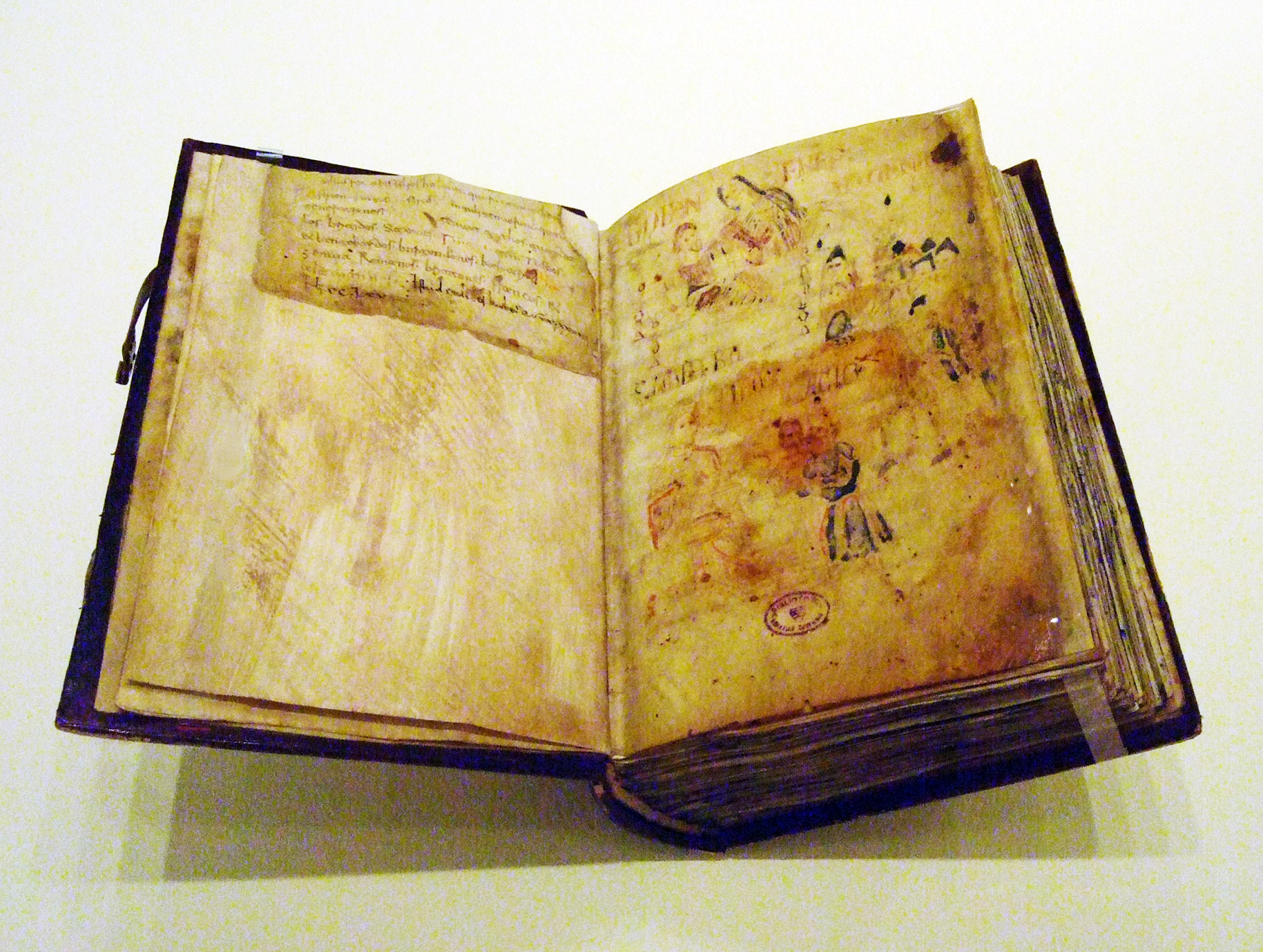
Origo gentis Langobardorum, hier eine illustrierte Handschrift des 11. Jahrhunderts

Origo Gentis Langobardorum (lateinisch für Ursprung des Volks der Langobarden) ist eine Sage, die im 7. Jahrhundert nach mündlichen Überlieferungen niedergeschrieben wurde. Sie findet sich im Vorwort zum Edictum Rothari, handelt vom Ursprung der Langobarden und diente als Quelle für die Historia Langobardorum des langobardischen Historikers und Benediktinermönchs Paulus Diaconus (siehe Origo gentis).
Spekulationen der älteren Forschung, die Origo Gentis Langobardorum sei nur ein Ausschnitt aus dem verlorenen Geschichtswerk des Secundus von Trient, gelten heute als widerlegt.

## Inhalt
Nach der Origo lebten die Langobarden ursprünglich in Skandinavien und hätten sich zu dieser Zeit noch Winniler genannt. Der Sage nach zogen Langobarden, geführt von Ibor und Agio, an die Niederelbe, wo sie in Konflikt mit den Vandalen gerieten. Damals – so die Sage – soll der von den Vandalen verehrte Gott Wodan denjenigen den Sieg zugesprochen haben, die am Morgen des Kampfes zuerst vor ihm erschienen: Frea gab die Anweisung, dass die Frauen der Winniler frühmorgens sich im Osten aufstellen und ihre langen Haare wie Bärte vor das Gesicht binden sollen. Frühmorgens stand Frea zeitig auf und wendete das Bett Wodans nach Osten und als er erwachte sah er die Winnilerinnen und fragte erstaunt: Wer sind diese Langbärte? Da entgegnete Frea: Du hast ihnen den Namen gegeben, nun gib ihnen den Sieg! So siegten die Winniler über die Vandalen und nannten sich seither Langobarden.

## Ausgaben
- Georg Waitz: Scriptores rerum Langobardicarum et Italicarum (SS rer. Lang.) (= Monumenta Germaniae Historica). Impensis Bibliopolii Hahniani, Hannover 1878. Origo gentis Langobardorum in MGH SS rer. Lang 1 online.
- Annalisa Bracciotti (Hrsg.): Origo gentis Langobardorum. Introduzione, testo critico, commento (=Biblioteca di cultura romanobarbarica, 2), Herder, Rom 1998.

## Übersetzungen
- Origo gentis Langobardorum (kritische Edition von Georg Waitz, mit englischer Übersetzung)